# 임비
임비(林庇, ?~?)는 고려의 무신이다. 충렬왕을 원나라까지 호종한 공으로 보좌공신에 책록되었으며, 나주 임씨의 시조이다.

## 생애
원종 때 장군으로서 세자 왕심(王諶, 훗날의 충렬왕)이 몽고에 입조할 때 호위하였다. 1269년(원종 10) 고려로 귀국할 때 임연(林衍)이 원종을 폐위하고 안경공(安慶公) 왕창(王淐)을 새 국왕으로 세웠다는 소식을 듣고 다시 세자를 모시고 몽고의 연경(燕京)에 머물렀다. 그 당시 세자를 호종하였던 공로를 인정받아 1282년(충렬왕 8)에 책봉되었다.
같은 해 영통사(靈通寺)의 중 홍탄(洪坦)이 사사로운 감정을 품고 장군 임비와 더불어 중찬(中贊)으로 치사(致仕)한 유경(柳璥), 상장군(上將軍) 한희유(韓希愈), 장군 양공적(梁公勣) 등을 무고하여 순마소(巡馬所)에서 국문받았다. 이후 홍탄의 무고로 밝혀져 석방되었다. 제국대장공주(齊國大長公主)의 명을 받아 달호(獺戶)를 불법적으로 늘려가던 조인규(趙仁規)의 작태를 비판하던 남경사록(南京司錄) 이익방(李益邦)과 남경부사(南京副使) 최자수(崔資壽)를 붙잡아 문초하였다. 1289년(충렬왕 15) 충청도지휘사(忠淸道指揮使)가 되어 원나라 개주(盖州)로 정해진 군량을 기한 내에 수송하지 못한 책임을 물어 철직되었다.